# Росс Геллер
Доктор Росс Юстас Геллер (англ. Ross Eustace Geller) — персонаж американского телевизионного сериала «Друзья», исполняемый Дэвидом Швиммером. Росс считается наиболее умным членом компании друзей, являясь доктором философии и профессором палеонтологии.
Его отношения с Рэйчел Грин были включены TV Guide в «список лучших телевизионных пар всех времён», а также Entertainment Weekly в "30 лучших «Быть/Не быть им телевизионной парой».
Исполнительный продюсер Кевин Брайт уже работал со Швиммером раньше, поэтому сценаристы создавали характер Росса именно под Швиммера. И, следовательно, Швиммер был первым человеком, которого пригласили в шоу.

## Семья
Росс — старший брат Моники и любимец родителей. Это объясняется тем, что, как считалось, Джек и Джуди Геллер были бесплодны и появление Росса стало для них настоящим чудом. Росс и Моника очень конфликтовали в детстве, но повзрослев, они очень сблизились. Тем не менее, детские конфликты периодически дают о себе знать.
День рождения Росса сложно определить: однажды он сказал, что его день рождения 18 октября, однако когда Джоуи и Чендлер дарят Россу билет на хоккей, якобы в честь его дня рождения (что происходит 20 октября), тот говорит, что его день рождения был 7 месяцев назад. Также, когда Гантер спрашивает, когда день рождения у Рэйчел, Росс сообщает, что родился в декабре.
У Росса аллергия на мясо крабов, лобстеров, арахис и киви (однако после неудачного свидания вслепую он не только с удовольствием забирает бесплатный крабовый салат, но и возвращается туда ещё раз за салатом уже вместе с Джоуи). Также Росс утверждает, что не любит мороженое, мотивируя это тем, что оно слишком холодное. Но, гуляя по городу с своей обезьянкой Марселем, он покупает себе мороженое в стаканчике, а также он ест мороженое во время прогулки по городу со своей студенткой.
Росс страдает арахнофобией, а также трипанофобией (боязнь игл и уколов). Убеждён в своих талантах относительно игры на синтезаторе, однако большинство друзей это его убеждение не разделяют. Росс, как и его отец Джек Геллер, — иудей. Однако, со второй женой он сочетался браком в англиканской церкви.
Росс утверждает, что ему принадлежат идеи фильмов «Крепкий орешек», «Парк Юрского периода», а также рекламной концепции «Got milk?». Имея большее количество денег, хотел бы построить динопарк имени Амелии Эрхарт.
Однажды Росс (который немного занимался каратэ) объясняет Рэйчел и Фиби, что (по его мнению) унаги — это состояние полного созидания, когда ты предвидишь, что с тобой произойдёт (на самом деле состояние полного созидания — это понятие японских боевых искусств дзансин). Девушки высмеивают его и организуют засаду у его дома, пугая Росса до визга.
Знаменитости, с которыми хотел бы переспать Росс, и включенные в его «Список знаменитостей»: Ума Турман, Вайнона Райдер, Элизабет Хёрли, Мишель Пфайффер, Дороти Хэмилл. Ранее в нём была Изабелла Росселлини, но он убрал её из списка, так как она считается «международной», а это не подходит. Однажды в кафе зашла Изабелла, Росс пытается к ней «подкатить», рассказывая про свой список, но неудачно.
Коронная фраза Росса — «Hi» («Привет») произносится с известной долей горечи в голосе.

## Карьера

### Образование
В колледже Росс познакомился со своим будущим другом Чендлером (они организовали музыкальную группу) и будущей женой Кэрол Уиллик.
В период обучения в колледже Росс покуривал марихуану. Однажды его родители, почувствовав запах из комнаты, стали выяснять причину его возникновения. Росс ответил, что это его друг Чендлер, накурившись, сбежал через окно. С тех пор Геллеры-старшие недолюбливали Бинга (это продолжалось до Дня Благодарения 1999 года).
Росс получил образование палеонтолога и степень доктора философии (соответствует кандидату наук). По словам Росса, он бросил карьеру баскетболиста, чтобы стать палеонтологом.

### Работа
Он получил работу в нью-йоркском Музее естественной истории. Позже Росс был уволен из музея из-за проблем с нервами и устроился преподавателем в университет.
Росс очень гордится своей учёной степенью и всегда рад поговорить о своей работе, чем сильно утомляет друзей.

## Взаимоотношения
Росс целовался со всеми пятью главными героями сериала:
1. Он целовал Рэйчел, когда с ней встречался.
2. Росс целовал Фиби в эпизоде «Эпизод с ретроспективным кадром» после того, как узнал, что Кэрол лесбиянка; Фиби была с Россом, дабы успокоить его, и они чуть было не переспали на бильярдном столе. Росс также целовал Фиби в канун Нового года в 5-м сезоне.
3. С неохотой, но он целовал Джоуи, чтобы помочь ему отрепетировать роль на предстоящих пробах в эпизоде «Эпизод со свадьбой Барри и Минди».
4. В эпизоде «Эпизод, где Чендлер не помнит, какая сестра», Чендлер был пьян и поцеловал Росса, — это осталось за кадром.
5. Росс и Моника поцеловались не по-братски в эпизоде «Эпизод, где стриптизёр плачет», когда Росс думал, что целует уснувшую Рэйчел во время студенческой вечеринки; этот поцелуй тоже остался за кадром.

У Росса была любимая обезьянка — капуцин Марсель, которую ему приходится отдать в зоопарк. Позже эта обезьянка начинает сниматься в рекламе и кино. Росс находит её, и они проводят некоторое время снова вместе. Но потом обезьянка уезжает на съёмки.

### Кэрол Уиллик
С Кэрол, своей первой женой, Росс познакомился в колледже. Их отношения длились около семи лет, из которых восемь месяцев они прожили в законном браке. Брак закончился из-за того, что Кэрол неожиданно осознала, что является лесбиянкой. Она развелась с Россом и стала жить вместе со своей подругой Сьюзан (впоследствии они поженились). Ситуация усугубилась тем, что Кэрол, как оказалось, ждала ребёнка от Росса.
Росс долгое время переживал из-за разрыва с Кэрол, однако постепенно отношения между ним, Кэрол и Сьюзен наладились. Росс регулярно забирает своего сына, Бена, на выходные, и с ним нянчатся все главные герои сериала.

### Эмили Уолтхэм
Росс познакомился с Эмили случайно: по просьбе Рэйчел отправился сопровождать её в оперу. В итоге, провёл с ней все выходные в Вермонте. Ради Эмили проколол ухо и носил серёжку (которую он, делая предложение, преподнёс в качестве обручального кольца). Их недолгий роман в итоге привёл к свадьбе, состоявшейся в Лондоне. Во время свадебной клятвы Росс произнёс имя «Рэйчел», что привело к ссоре. Впоследствии, Росс пытался возобновить отношения с Эмили, но та категорически потребовала, чтобы он больше не общался с Рэйчел. Поскольку Росс не захотел исполнить такое условие, они с Эмили развелись.

### Рэйчел Грин
Росс влюбился в Рэйчел Грин ещё в школе, и, когда Рэйчел поселилась у Моники, чувства вновь проснулись. Симпатия оказалась взаимной, но когда Рэйчел обнаружила список её недостатков, который Росс составил, чтобы выбрать между ней и своей нынешней подружкой Джули, она отказалась от построения отношений с ним. Впоследствии она составила его список недостатков: зануда, зациклен на себе, трус, ненадёжный, пассивный (Рэйчел нравилась ему ещё со школы, а Росс так ничего и не предпринял), кладёт на волосы слишком много геля. Впрочем, когда Рэйчел узнала, что Росс был готов пойти с ней на выпускной, когда её парень задерживался, она поцеловала его, показывая, что готова его простить. Отношения между Рэйчел и Россом продолжались целый год, но потом они расстались. Однако то, что они остались лишь друзьями, вовсе не означало, что у них больше нет взаимных симпатий друг к другу.
Однажды в Лас-Вегасе, напившись, они поженились в одной из многочисленных часовен. Брак они пытались аннулировать, но когда судья узнала, что они встречались раньше, решила им отказать в этом, поэтому им пришлось разводиться. Это был третий развод Росса.
Дочь Эмму они зачали позже, в Нью-Йорке во время подготовки к свадьбе Чендлера и Моники, она стала результатом «просроченного презерватива и бутылки вина».
В финальном эпизоде Рэйчел и Росс вновь проводят ночь вместе и признаются друг другу в любви.

### Остальные подружки Росса
- Джули. Росс учился с ней в колледже, встретил снова на раскопках в Китае — как раз в то время, когда Рэйчел осознала, что влюблена в него. Ушёл от неё к Рэйчел.
- Хлои. Девушка из копировального центра, которой очень нравился Росс. Именно она стала причиной разрыва отношений Росса и Рэйчел: после предложения о перерыве в отношениях Росс в расстроенных чувствах напился и переспал с Хлои.
- Бонни. Подружка Фиби, с которой Росс встречался вплоть до кратковременного примирения с Рэйчел, когда он заснул во время прочтения её письма. Побрилась наголо по совету Рэйчел, что стало одной из причин разрыва.
- Дженис Литман (в девичестве Хосенштейн). Встречался с экс-подружкой Чендлера в период депрессии, после развода с Эмили и увольнения с работы. Бросив его, Дженис помогла Россу осознать, как он опустился, — если он смог утомить своим нытьём даже её.
- Элизабет Стивенс. Студентка, с которой Росс встречался в 6-м сезоне. Их отношениям всё время мешала разница в возрасте — сначала Росса хотели уволить, потом в их отношения вмешался отец Элизабет, роль которого исполнил Брюс Уиллис.
- Мона. Встретил её на свадьбе Моники и Чендлера. Их отношениям помешало совместное проживание Росса с беременной его ребёнком Рэйчел.
- Чарли Уиллер. Профессор палеонтологии, которую Росс должен был встретить, чтобы показать университет. Изначально встречалась с Джоуи, но на конференции на Барбадосе поняла, что хочет быть с Россом. Встречалась с Россом до эпизода в 10-м сезоне, когда бывший бойфренд Бенджамин Хобарт признался, что всё ещё любит её.
- Кратковременные отношения, свидания: Шерил (грязная девушка), Хиллари, Кристан, Джил Грин, Элизабет Рогоносец, Джен (красавица-соседка, которую искал Джо), Уитни (жена друга Фиби, Кайла), девушка-любитель палеонтологии в библиотеке, Джоанн Тудеске (лингвист), Кейти (девушка из магазина для детей), Салли (кабинет педиатра Гетелмана), Мисси Голберг из колледжа (о которой они заключили пакт с Чендлером).

## Съемки
- В квартире Росса висит советский плакат на русском языке: «Чтобы строить — надо знать. Чтобы знать — надо учиться». В пятой серии первого сезона там же виден постер к советскому фильму «Физики».
- Тёзка Дэвида Швиммера — Дэвид Р. Швиммер — доктор палеонтологии, профессор Колумбийского университета[11]. Занимался, в частности, исследованиями и реконструкцией дейнозуха — одного из крупнейших ископаемых представителей отряда крокодилов[12].
- Росс на протяжении большинства сезонов заявлял, что ему 29 лет, хотя дни рождения они отмечали неоднократно[13].

## Приём
Росс Геллер стал известной фигурой в поп-культуре, в частности, благодаря его отношениям с Рэйчел Грин и его любви к динозаврам. Он, возможно, наиболее ассоциируемый с персонажами из «Друзей».
В 2015 году пьеса под названием Ross & Rachel дебютировала на фестивале Edinburgh Fringe в Шотландии.
В октябре 2016 года Росс Геллер был признан «Лучшим персонажем друзей» в международном опросе, проведенном Comedy Central, в течение шестинедельного марафона сериала «FriendsFest» на канале.